# Vliegheide
De Vliegheide is een natuurgebied dat deel uitmaakt van het Goois Natuurreservaat bij Bikbergen, ten oosten van Bussum op grondgebied van de gemeente Huizen. Het perceel heide ligt ingeklemd tussen de Langerhuizenweg, de Oud Bussummerweg, de Nieuwe Bussummerweg en de Vliegheiweg. De Vliegheide dankt zijn naam aan de vliegtuigjes die er in de eerste decennia van de twintigste eeuw gebruik van maakten.
Het heidegebied ligt op een stuifwalgebied en bestaat uit een heidecomplex met daarin kleinere stukjes stuifzand. Naast verspreide opslag van houtgewas bevinden zich aan de randen loof- en naaldbos. De hei wordt begraasd door Charolaisrunderen.
De heide vormde in het verleden met de Limitische Heide en de Nieuw Bussummerheide een aansluitende band van heide van de Naarder Eng tot de Tafelberg- en Blaricummerheide. Villabouw en bosaanplant maakten daar een eind aan. Er wordt naar gestreefd om die situatie te herstellen, om zo planten en dieren weer een groter leefgebied te bieden. 